# Atypophthalmus bilobatus
Atypophthalmus bilobatus är en tvåvingeart som först beskrevs av Alexander 1955.  Atypophthalmus bilobatus ingår i släktet Atypophthalmus och familjen småharkrankar. Inga underarter finns listade i Catalogue of Life.